# Lonely Is an Eyesore
Lonely Is an Eyesore – kompilacja, na którą złożyły się utwory najlepszych artystów z 4AD z połowy lat osiemdziesiątych. Wszystkie utwory zostały specjalne skomponowane, bądź nagrane na tę płytę, oprócz Frontier Dead Can Dance, które jest oryginalnym demem nagranym na czterech ścieżkach. Pierwotnie płyta została wydana w 1987 na płycie gramofonowej, jednak w 1992 doczekała się reedycji na płycie CD. Istnieje także kaseta VHS z teledyskami. W Polsce płyta została wydana (na licencji 4AD) przez Tonpress.
Tytuł płyty to fragment tekstu utworu Fish zespołu Throwing Muses. Za projekt okładki odpowiada 23 Envelope. 
Sample w utworze Hot Doggie pochodzą z filmów Siła witalna, Martwe zło, Ostatni gwiezdny wojownik oraz Dwa tysiące maniaków.

## Lista utworów
1. "Hot Doggie" (Colourbox) - 2:57
inżynieria dźwięku - John Gibbons
gitara - Chris Pye
produkcja - Martyn Young
Nagrano w Gooseberry.
2. "Acid, Bitter and Sad" (This Mortal Coil) - 5:27
inżynieria dźwięku - John Fryer
gitara - Chris Pye
produkcja - Ivo Watts-Russell, John Fryer
śpiew - Alison Limerick
Nagrano w Blackwing Studios w Londynie.
3. "Cut the Tree" (The Wolfgang Press) - 5:35
inżynieria dźwięku - John Fryer
produkcja - John Fryer, The Wolfgang Press
Nagrano w Blackwing Studios w Londynie we wrześniu 1985.
4. "Fish" (Throwing Muses) - 4:29
inżynieria dźwięku - John Fryer
produkcja - Gil Norton
Nagrano w Blackwing Studios w Londynie.
5. "Frontier" (Dead Can Dance) - 2:58
miksowanie - Jonathan Dee
produkcja - Brendan Perry, Lisa Gerrard
nagranie - Ron Stecher
Wersja demo nagrana na czterech ścieżkach w Belgrave w Melbourne 1979, zmiksowany w Blackwing Studios w Londynie we wrześniu 1986.
6. "Crushed" (Cocteau Twins) - 3:17
produkcja - Cocteau Twins
7. "No Motion" (Dif Juz) - 4:49
produkcja - Dif Juz
koprodukcja - Robin Guthrie
inżynieria dźwięku - John Fryer
Nagrano w Blackwing Studios.
8. "Muscoviet Musquito" (Clan of Xymox) - 4:03
inżynieria dźwięku - John Fryer
produkcja - Clan of Xymox, John Fryer
nagranie - Keith Mitchell
Nagrano w Palladium Studios w Edynburgu. Zmiksowane w Blackwing Studios w Londynie.
9. "The Protagonist" (Dead Can Dance) - 8:48
inżynieria dźwięku - John A. Rivers
produkcja - Brendan Perry, John A. Rivers
Nagrano i zmiksowano w Woodhine Studios w Leamington.

## Wydania
Według numerów katalogowych 4AD.

### CAD 703
Podstawowe wydanie albumu - na płycie gramofonowej. Pierwsze egzemplarze zawierały składaną "na trzy" wewnętrzną okładkę - późniejsze kopie miały ją w formie "kopertowej".

### CADD 703
Edycja limitowana do 1,000 kopii. Album pakowany był w zwykłą, "kopertową" okładkę, wewnątrz której znajdowała się druga, składana "na trzy" oraz 24-stronicowa książeczka.

### CADX 703
Limitowana edycja specjalna w drewnianym pudełku. Istnieje ich zaledwie 100, a w sprzedaży dostępnych było jedynie 30 (po £200, tylko bezpośrednio u 4AD) - pozostałe 70 zostało rozdane zespołom, dystrybutorom materiałów 4AD itp. Zawiera wszystkie wydania Lonely Is an Eyesore (płyta gramofonowa, kaseta, CD oraz VHS) oraz dwa rysunki. Pierwszy z nich to kwasoryt wykonany przez Jinny'ego m'Garrity o rozmiarach 15x20cm (każdy z nich różni się detalami), drugi, większy, bo 100x200cm, którego autorem jest Terry Dowling, był drukowany na papierze ryżowym. Te dodatki były dość drogie podnosząc koszt produkcji jednego pudełka do 500 funtów.

### CADC 703
Edycja na kasecie magnetofonowej.

### VAD 703
Kaseta VHS z teledyskami do utworów składających się na Lonely Is an Eyesore. Reżyserem jest Nigel Grierson z 23 Envelope, poza "Fish", które zostało wyreżyserowane przez Danger Video. Wersja "Fish" jest inna, niż na pozostałych wydaniach. Wideo kończy się instrumentalną wersją "Oomingmak" Cocteau Twins.

### CAD 703CD, GAD 703CD
Reedycje na płytach CD.

### EAD 703A
Edycja cyfrowa, w formacie AAC.